# Vol American Eagle 4184
Le 31 octobre 1994, un ATR 72 effectuant le vol American Eagle 4184, entre Indianapolis et Chicago, aux États-Unis, s'écrase dans un champ près de Roselawn, dans l'État de l'Indiana. Les 64 passagers et quatre membres d'équipage à bord sont tués sur le coup. Il s'agit du premier accident aérien mortel impliquant l’ATR 72, dont la mise en service remonte à 1989.
L'enquête menée par le Conseil national de la sécurité des transports (NTSB) révèle qu'une accumulation de givre sur les ailes a provoqué un décrochage aérodynamique et une perte de contrôle de l'appareil, lors de son approche vers l'aéroport international O'Hare de Chicago.

## Contexte

### Avion

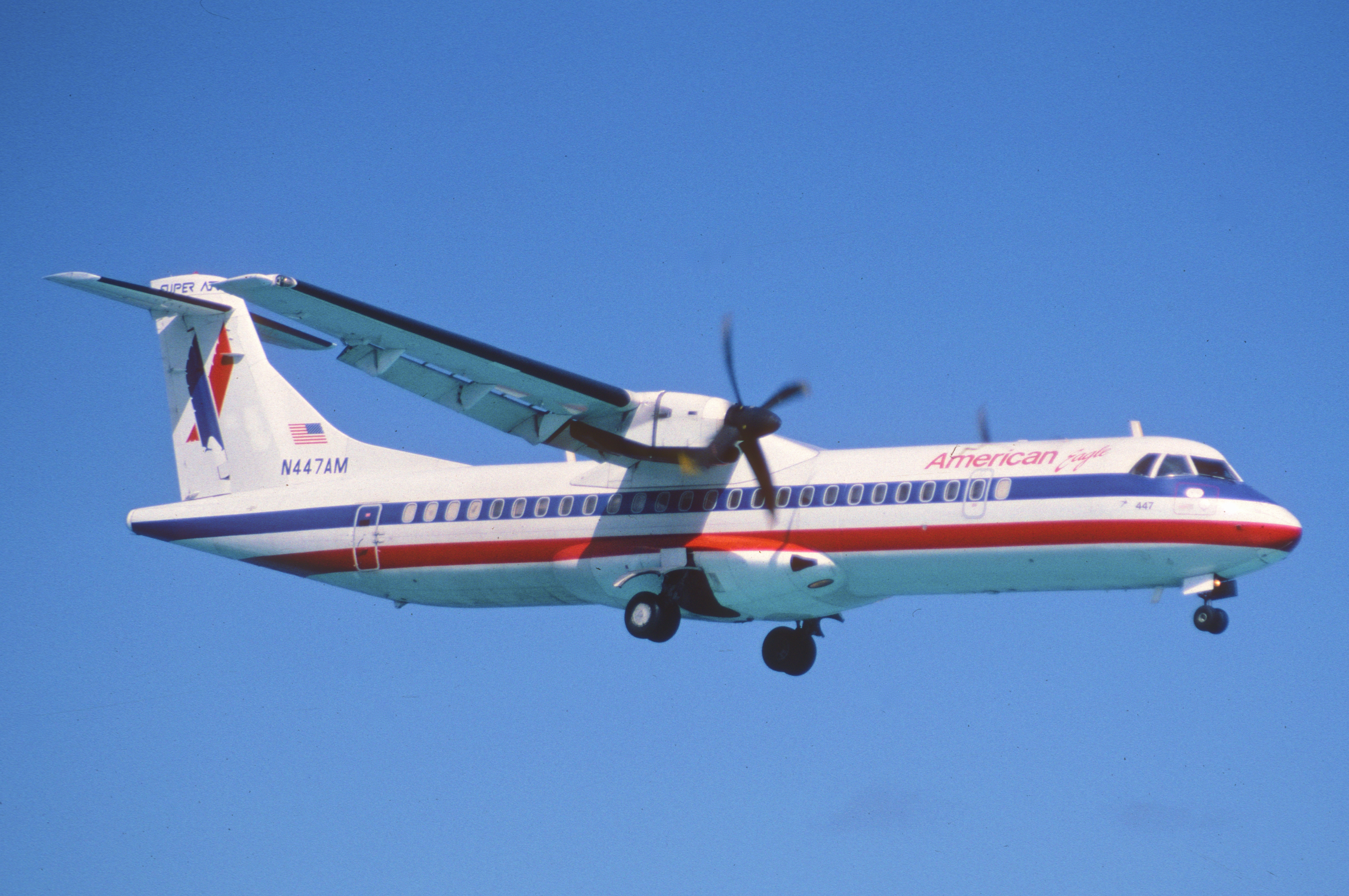
Un ATR 72-212 d'American Eagle, similaire à celui impliqué dans l'accident.

L'avion impliqué est un ATR 72-212, immatriculé N401AM, construit par l'avionneur franco-italien ATR. Il est équipé de deux turbopropulseurs Pratt & Whitney Canada PW127. Au moment de l'accident, âgé de seulement sept mois, il totalise environ 1 350 heures de vol.
Il effectue son premier vol le 7 mars 1994 avant d'être livré à Simmons Airlines (en) dix-sept jours plus tard, le 24 mars. La compagnie aérienne régionale, fondée en 1979 à Marquette, dans le Michigan, aux États-Unis, puis devenue propriété du groupe AMR en 1988, exploite l'avion pour le compte d'American Eagle Airlines.

### Équipage
Le commandant de bord du vol 4184, Orlando Aguilar, âgé de vingt-neuf ans, cumule 7 867 heures de vol, dont 1 548 sur ATR 72. Le copilote, Jeffrey Gagliano, âgé de trente ans, totalise de son côté 5 176 heures de vol, dont 3 657 sur ATR 72. Les deux pilotes, employés respectivement par la compagnie depuis 1987 et 1989, sont considérés par leurs collègues comme compétents, suffisamment reposés avant le vol et jugés aptes à voler par les autorités médicales. À bord se trouve également deux membres du personnel navigant commercial (PNC), Sandi Modaff, âgée de vingt-sept ans et employée depuis 1988, ainsi qu'Amanda Holberg, âgée de vingt-trois ans, qui effectue alors son premier jour de travail chez American Eagle.

### Conditions météorologiques
Les rapports du National Weather Service, émis le jour de l'accident pour la région de Roselawn, dans l'Indiana, à environ 85 kilomètres au sud-est de Chicago, indiquent la présence de pluie, un plafond à basse altitude à moins de 1 000 pieds (300 mètres), ainsi qu'une visibilité inférieure à cinq kilomètres. Au cours de la journée, la température est d'environ 7 °C au niveau du sol et de −18 °C à 18 000 pieds (5 500 mètres), avec des rafales de vent soufflant du sud-ouest à 20 nœuds (37 km/h), une légère bruine présente dans l'air, ainsi qu'un important taux d'humidité. De plus, dans la région se trouve une zone de dépression, accompagnée d’un front froid et d’un front stationnaire de moyenne intensité. Cependant, avant le départ du vol 4184, les pilotes ne reçoivent aucun signalement AIRMET ou SIGMET, qui fournissent des informations sur la présence de conditions météorologiques dangereuses pouvant affecter la sécurité des vols. Pourtant, plusieurs signalements AIRMET demeurent alors en vigueur, mais ne sont pas communiqués à l'équipage avant le départ, faisant état de précipitations, de brouillard, de turbulences modérées ou encore d'un risque de givrage.

## Déroulement de l'accident

### Départ

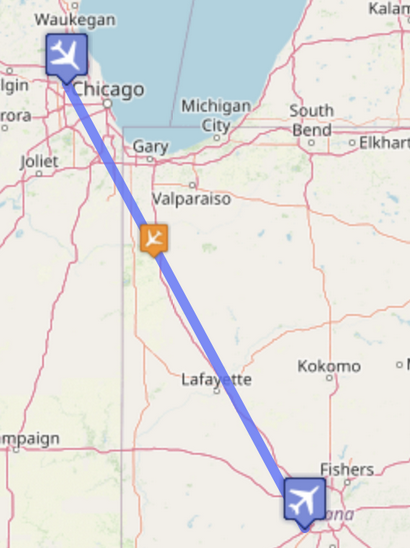
Trajet effectué par le vol 4184, avec l'emplacement du site du crash (icône jaune).

Le 31 octobre 1994, à 14 h 14 heure du Centre, le vol 4184 quitte sa porte d'embarquement à l'aéroport international d'Indianapolis, dans l'Indiana, aux États-Unis, pour un vol de quarante-cinq minutes à destination de l'aéroport O'Hare de Chicago, dans l'Illinois. Cependant, l'avion se retrouve retardé d'environ quarante minutes par le contrôle aérien en raison d'une dégradation des conditions météorologiques dans la région de Chicago, puis décolle à 14 h 55 sans que les pilotes ne soient avertis de la raison de leur retard. Vers 15 h 10, l'avion atteint son altitude de croisière de 16 000 pieds (4 880 mètres). Dans le même temps, plusieurs rapports de pilote (PIREP) commencent à prévenir à la radio de la présence de givre blanc, d'une intensité légère à modérée, dans la région du nord-ouest de l'Indiana, directement sur la trajectoire du vol 4184. En outre, ce type de givre se forme en cas de pluie verglaçante lorsque de fines gouttelettes d’eau surfondue gèlent au contact d’une surface, ce qui peut provoquer une accumulation rapide de verglas sur les ailes et le fuselage d'un avion. À 15 h 13, les pilotes commencent la descente vers 10 000 pieds (3 050 mètres). Pendant ce temps, ils enclenchent à sa puissance maximale le système de dégivrage. Sur l'ATR 72, ce système consiste principalement en l'activation de boudins en caoutchouc situés sur les bords d’attaque des ailes, du stabilisateur horizontal et de la dérive, qui se gonflent avec de l’air comprimé pour briser la glace accumulée.

### Circuit d'attente
À 15 h 18, en raison de la détérioration continue des conditions météorologiques à Chicago, le contrôle aérien place plusieurs avions, dont le vol 4184, dans un circuit d'attente à environ 90 kilomètres au sud-est de l'aéroport. À 15 h 24, les pilotes confirment leur entrée dans le circuit à une altitude de 10 000 pieds et une vitesse d'environ 175 nœuds (325 km/h). Peu après, ils désactivent le système de dégivrage, avant de le réactiver une quinzaine de minutes plus tard. Pendant ce temps, les pilotes discutent avec un membre de l'équipage de cabine présent dans le poste de pilotage, échangeant à la fois sur la situation du vol et sur des sujets de conversation personnels. À 15 h 33, ils sortent les volets à quinze degrés pour améliorer les performances aérodynamiques de l'avion. À 15 h 48, l’un des pilotes indique : « Je vois un peu de givre maintenant », une observation reprise sept minutes plus tard par le copilote, qui affirme : « On a encore du givre ». À 15 h 56, après trente-deux minutes d'attente, le contrôleur aérien autorise les pilotes à descendre à 8 000 pieds (2 440 mètres),. Trente secondes plus tard, à 15 h 57 min 21 s, un avertisseur de survitesse lié à la sortie des volets retentit dans le poste de pilotage, incitant les pilotes à les rétracter, augmentant ainsi l'assiette et l'angle d'attaque de l'avion.

### Fin du vol
À 15 h 57 min 33 s, à une altitude d'environ 9 000 pieds (2 740 mètres), les ailerons se braquent brusquement à 13,43 degrés — près de 96 % de leur amplitude maximale — entraînant une inclinaison incontrôlée vers la droite à un angle de 77 degrés. Quelques secondes plus tard, les ailerons reviennent progressivement vers une position neutre, permettant aux pilotes de contrer le roulis à droite, alors que l’assiette reste inclinée vers le bas à environ quinze degrés. Cependant, alors que l’inclinaison se réduit temporairement à 59 degrés, une nouvelle déviation brutale des ailerons survient, entraînant un basculement de l’appareil jusqu’à atteindre un angle de 180 degrés, le plaçant ainsi dans une position inversée. Au cours de cette période, les pilotes maintiennent des commandes à cabrer sur la gouverne de profondeur. Après avoir effectué une rotation complète de 360 degrés autour de son axe de roulis, l'appareil poursuit sa rotation vers la droite jusqu’à atteindre une inclinaison de 144 degrés, avant d’amorcer un retour progressif vers la gauche. À ce moment, l'assiette atteint plus de 70 degrés vers le bas, tandis que l'avion descend en dessous de 5 000 pieds (1 520 mètres) à une vitesse de 300 nœuds (555 km/h).

À 15 h 58, alors que l'avion chute vers 1 700 pieds (520 mètres) à un taux de descente de 30 000 pieds par minute (9 144 mètres par minute) et que l'accélération dépasse les 3,6 g, l'avertisseur de proximité du sol (GPWS) se déclenche pour avertir les pilotes d’un impact imminent avec le relief. Quelques instants plus tard, l'ATR 72 s'écrase dans un champ de soja détrempé près de Roselawn, à environ 90 kilomètres au sud-est de Chicago. L'avion heurte le relief partiellement inversé avec l’aile gauche inclinée vers le bas, à une vitesse proche de 400 nœuds (740 km/h) et une assiette de 38 degrés vers le bas. Les 64 passagers et quatre membres d'équipage sont tués sur le coup,,.

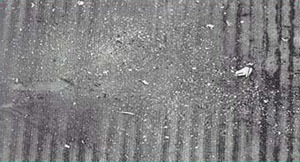
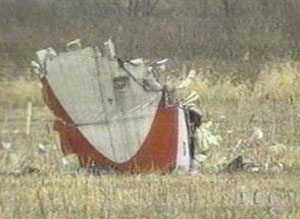

La répartition des débris de l'avion, combinée aux données des enregistreurs de vol, a indiqué que le stabilisateur horizontal et les parties extérieures des deux ailes se sont détachés peu avant l'impact, alors que l'avion était à proximité immédiate du sol. 
Comme les corps des occupants de l'avion ont été pulvérisés par la force de l'impact, le lieu de l'accident a été déclaré zone à risque biologique.

## Victimes
| Nationalité  | Passagers | Équipage | Total |
| ------------ | --------- | -------- | ----- |
| États-Unis   | 49        | 4        | 53    |
| Royaume-Uni  | 5         | 0        | 5     |
| Colombie     | 3         | 0        | 3     |
| Canada       | 2         | 0        | 2     |
| Suède        | 2         | 0        | 2     |
| Corée du Sud | 1         | 0        | 1     |
| Lesotho      | 1         | 0        | 1     |
| Mexique      | 1         | 0        | 1     |
| Total        | 64        | 4        | 68    |

## Enquête et causes de l'accident
Le rapport final du Conseil national de la sécurité des transports (NTSB) indique que l'accident est principalement dû à une perte de contrôle, attribuée au givre accumulé sur l'appareil. Conformément à la régulation en vigueur à l'époque, l'appareil était équipé de boudins de dégivrage sur le bord d'attaque de l'aile, mais pas sur l'intrados et l'extrados. Les conditions climatiques exceptionnelles ce jour la ont amené à l'accumulation de givre sur ces parties, entrainant l'inversion soudaine du mouvement des ailerons et conduisant au décrochage de l'appareil, que l'équipage n'a pas récupéré à temps. 
L'agence mentionne aussi des incidents similaires en cas de givrage, survenus à d'autres avions de la famille ATR, dont l'accident du vol Aero Trasporti Italiani 460 en 1987. Il expose comme facteurs secondaires de l'accident les « réponses inadéquates » de la part du constructeur, de la DGAC française et de la Federal Aviation Administration américaine à ces incidents antérieurs. 
À la suite de cet accident, ATR a modifié ses appareils pour accroître les surfaces couvertes par les dispositifs de protection contre le givre.

## Conséquences
Dans les années suivant cet accident, AMR Corporation a cessé d'utiliser les ATR d'American Eagle à destination du Nord et les utilisa à partir de ses pôles Sud et Caraïbes depuis l'aéroport international de Dallas-Fort Worth, Miami en Floride et San Juan à Porto Rico pour diminuer les risques potentiels de givrage. D'autres opérateurs américains utilisent des ATR, en particulier la filiale de SkyWest et l'opérateur de Delta Connection, Atlantic Southeast Airlines, qui exploite ses ATR 72 dans les zones où les conditions de givrage sont fréquentes.
En avril 1996, la FAA américaine a émis dix-huit consignes de navigabilité (CN), dans une tentative apparente de prévenir d'autres accidents dus au givrage des ATR. Ils comprennent des révisions importantes des procédures d'exploitation pour les pilotes en conditions givrantes (adoption immédiate de vitesses supérieures au minimum, désengagement du pilote automatique et pilotage manuel, différentes procédures de rétablissement) ainsi que des modifications physiques de l'appareil comme l'augmentation de la surface de couverture des boudins de dégivrage des surfaces portantes.
Bien que les ATR 42 et 72 soient désormais conformes à toutes les exigences imposées par ces dix-huit consignes de navigabilité, les boudins de dégivrage couvrent seulement 12,5 % de la surface des ailes. Avant l'accident, ils s'étendaient respectivement à seulement 5 et 7 %. Cependant, cela ne tient toujours pas compte des résultats des tests de Boscombe Down, fixées par les responsables de la réglementation britanniques, qui ont démontré que la glace pourrait se former sur prés de 23 % de la surface de l'aile, et sur prés de 30 % de la surface de la queue. Ces deux pourcentages restent bien au-delà des capacités des boudins de dégivrage modifiés.
Ces normes reposent sur des essais limitant la taille des gouttelettes à 40 micromètres, près de la limite maximale des règles de certification de la FAA les avions de transport (partie 25, Annexe C), toujours en vigueur à l'époque de l'accident de Roselawn. De nombreux essais en vol, à la suite de cet accident, ont révélé qu'il est possible pour les avions de ligne de rencontrer des gouttelettes d'eau d'une taille supérieure à 200 micromètres de diamètre en moyenne.
Les changements dans les procédures d'utilisation, ainsi que l'exploitation de ces appareils dans des secteurs où le givrage sévère est rare, expliquent sans doute l'absence d'accident majeur depuis celui du vol 4184, plutôt que la modeste extension des boudins de dégivrage à 12,5 % de la surface des ailes.
Cependant, trois autres ATR 72 se sont depuis écrasés à cause d'un phénomène de givrage : le vol TransAsia Airways 791 en 2002, le vol Aero Caribbean 883 en 2010 et le vol UTair 120 en 2012. Le 9 août 2024, au Brésil, un autre ATR 72 assurant le vol 2283 de Voepass Linhas Aéreas est parti en vrille et s'est écrasé, tuant les 62 personnes à bord. Le givrage est également suspecté d'être à l'origine de ce crash.
À la suite de l'accident de Roselawn, les problèmes de longue date avec l'exploitation des ATR dans certaines conditions de givrage ont été révélés par Stephen Fredrick (un lanceur d'alerte congédié par la compagnie aérienne). American Eagle a depuis progressivement remplacé les ATR opérant dans des régions froides par des jets régionaux. Des ATR 72 sont encore utilisés dans des opérations vers les Caraïbes au départ de Miami et de San Juan, où la glace en vol n'est pas un problème.

## Médias
L'accident a fait l'objet d'un épisode dans la série télévisée Air Crash nommé « Gel en plein vol » (saison 7 - épisode 8).

### Citations originales
1. ↑  « I'm showing some ice now[NTSB 19]. »
2. ↑  « We still got ice[NTSB 19]. »

### Rapport final, NTSB, 1996
1. ↑  NTSB 1996, p. 16.
2. ↑  NTSB 1996, p. 100-101.
3. ↑  NTSB 1996, p. 13.
4. 1 2  NTSB 1996, p. 14.
5. ↑  NTSB 1996, p. 13-14.
6. 1 2  NTSB 1996, p. 48.
7. ↑  NTSB 1996, p. 49-50.
8. ↑  NTSB 1996, p. 2, 44.
9. ↑  NTSB 1996, p. 55-56.
10. 1 2  NTSB 1996, p. 2.
11. 1 2 3  NTSB 1996, p. 3.
12. ↑  NTSB 1996, p. 2, 54.
13. ↑  NTSB 1996, p. 61.
14. ↑  NTSB 1996, p. 28.
15. ↑  NTSB 1996, p. 3-4.
16. 1 2  NTSB 1996, p. 4.
17. ↑  NTSB 1996, p. 4, 6.
18. ↑  NTSB 1996, p. 6.
19. 1 2 3 4  NTSB 1996, p. 7.
20. 1 2 3  NTSB 1996, p. 8.
21. 1 2 3 4 5  NTSB 1996, p. 11.
22. 1 2  NTSB 1996, p. 11-12.

### Autres sources
1. 1 2 3  (en) « N401AM Simmons Airlines ATR 72-212 », sur planespotters.net (consulté le 10 mai 2025).
2. ↑  (en) Nancy Armour (Associated Press), « Commuter plane circled for 32 minutes before crashing » [« L'avion de ligne a tourné en rond pendant 32 minutes avant de s'écraser »], sur books.google.fr, The Nevada Daily Mail, 2 novembre 1994 (consulté le 10 mai 2025).
3. ↑  Agence France-Presse, « Aux États-Unis, un accident d'avion provoque la mort de soixante-huit personnes dans l'Indiana » , sur lemonde.fr, Le Monde, 2 novembre 1994 (consulté le 10 mai 2025).
4. ↑  (en) Nancy Armour (Associated Press), « No survivors in commuter plane crash » [« Aucun survivant dans l'accident d'un avion de ligne régional »], sur books.google.fr, The Bryan Times, 1er novembre 1994 (consulté le 10 mai 2025).
5. ↑  (en) James Barron, « Plane Waiting to Land at O'Hare Crashes in Indiana, Killing 68 » [« Un avion attendant d'atterrir à l'aéroport O'Hare s'écrase dans l'Indiana, tuant 68 personnes »] , sur nytimes.com, 1er novembre 1994 (consulté le 10 mai 2025).
6. ↑  Comair EMB-120, Unheeded Warning, ATR-72 Icing, Airline icing, consulté le 11 avril 2013.
7. ↑  Unheeded Warning: The Inside Story of American Eagle Flight 4184
8. ↑  https://www.lepoint.fr/monde/ce-que-l-on-sait-de-l-accident-de-l-atr-au-bresil-10-08-2024-2567646_24.php
9. ↑  (en) Stephen A. Fredrick, Unheeded warning: the inside story of American Eagle flight 4184, McGraw-Hill, 1996, 326 p. (ISBN 0070219516 et 9780070219519)

#### Rapport final
- (en) National Transportation Safety Board, Aircraft Accident Report : In-Flight Icing Encounter and Loss of Control, Simmons Airlines, d.b.a, American Eagle Flight 4184, Avions de Transport Regional (ATR) Model 72-212, N401AM, Roselawn, Indiana, October 31, 1994 [« Rapport d'enquête aéronautique : givrage en vol et perte de contrôle, Simmons Airlines, d.b.a., vol American Eagle 4184, Avions de transport régional (ATR) Modèle 72-212, N401AM, Roselawn, Indiana, 31 octobre 1994 »], vol. 1 : Safety Board Report (rapport no AAR-96/01), Washington, National Transportation Safety Board, 9 juillet 1996, xi-322 (OCLC 310913277, lire en ligne [PDF]).

#### Ouvrages
- (en) Stephen A. Fredrick, Unheeded Warning: The Inside Story of American Eagle Flight 4184 [« Avertissement non pris en compte : l'histoire du vol American Eagle 4184 »], New York, McGraw-Hill, 1996, 336 p. (ISBN 978-0-070-21951-9, OCLC 34839659).